# Anchoïade

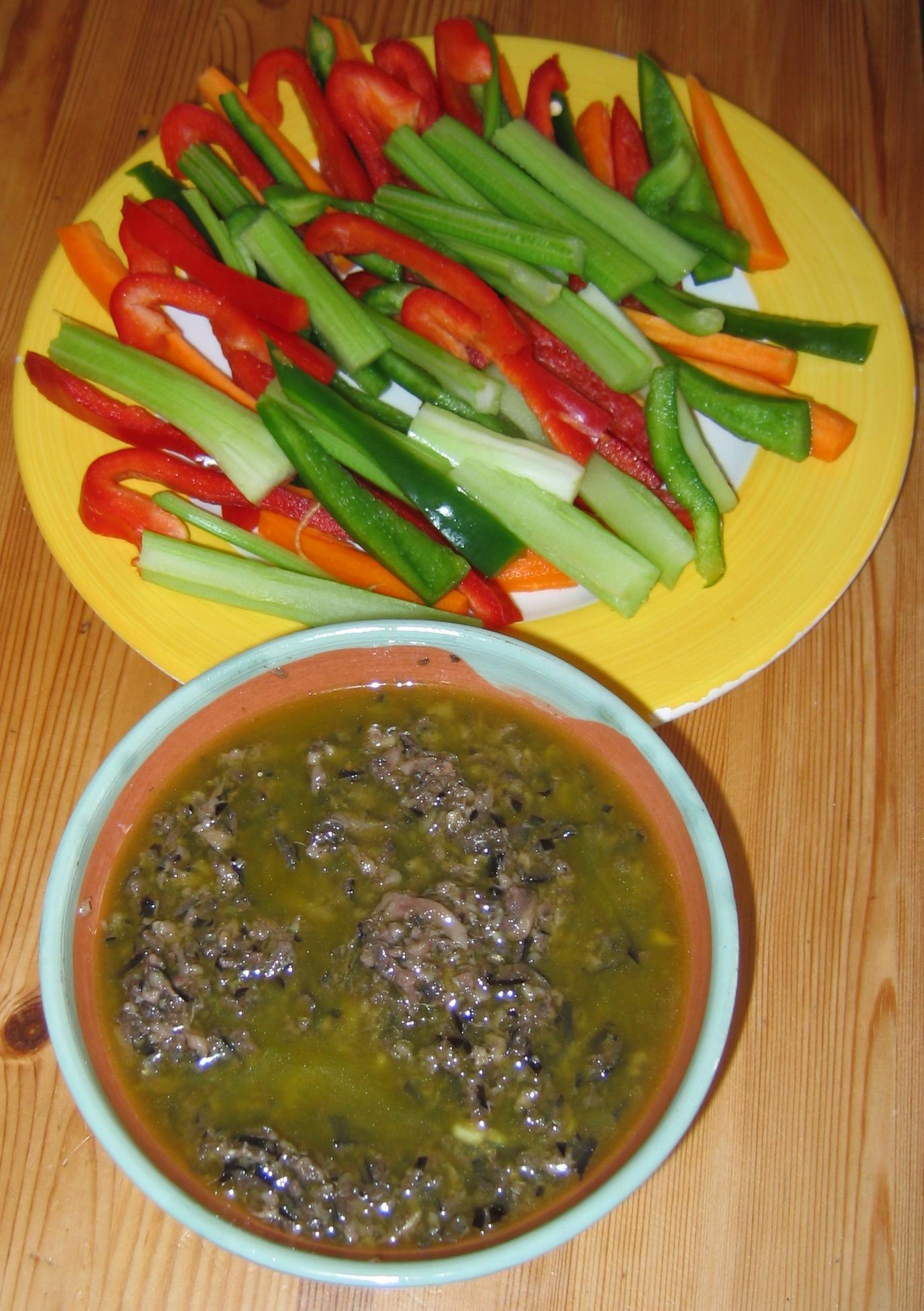
Presentación del plato llamado anchoïade.

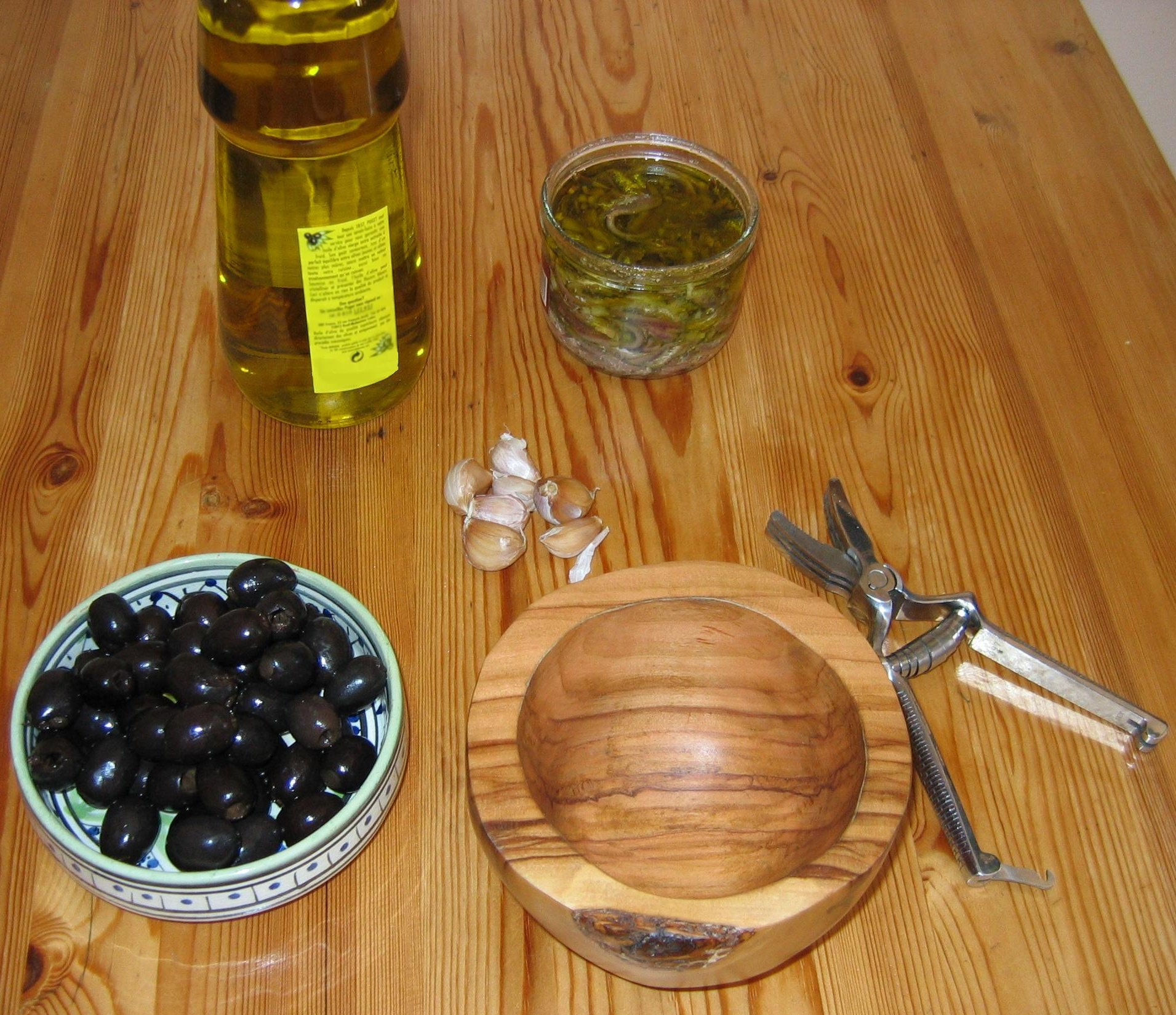
Ingredientes de la anchoïade: olivas negras, ajo, aceite de oliva, anchoas.

La Anchoïade (o anchoyade) es una salsa elaborada a base de anchoas en salazón, ajo y aceite de oliva. Con ella se prepara un plato, también llamado anchoïade, en el que la salsa se acompaña de crudités (hortalizas crudas cortadas en bastoncitos) para mojar. Es una comida tradicional de la cocina francesa de la región del Mediodía.

## Características
El lugar de origen de la anchoïade pudo haber sido Provenza o Languedoc. La versión provenzal de la receta ya aparece compilada en La Cuisinière Provençale, publicado por el chef francés Jean-Baptiste Reboul en 1899.
La receta más simple de la anchoïade lleva anchoas en salazón, aceite de oliva y vinagre blanco, pero hay numerosas variantes que incorporan aceitunas negras, coñac o tomate. La versión de Niza incluye alcaparras. El modo de preparación tradicional es machacar los ingredientes en un mortero hasta obtener una pasta homogénea, aunque hay también versiones comerciales.

## Usos
La anchoïade es un primer plato y un aperitivo compuesto por la salsa y una porción de crudités (verduras crudas en bastoncitos) para mojar en ella. Puede, además, untarse en tostadas o grissini.